# Федорівка (Волноваський район)
Фе́дорівка — село Комарської сільської громади Волноваського району Донецької області, Україна.

## Загальні відомості
Село розташоване на лівому березі р. Мокрі Яли. Відстань до Великої Новосілки становить близько 17 км і проходить автошляхом місцевого значення.

## Археологія
У кургані поблизу села Федорівки розкопано 13 поховань доби міді—бронзи.
Поблизу села виявлено кілька кочівницьких кам'яних баб та поселення салтівської культури.

## Населення
За даними перепису 2001 року населення села становило 314 осіб, із них 81,21 % зазначили рідною мову українську, 17,52 % — російську та 0,32 % — грецьку мову.